# Geografija Afrike
Afrika je stara in slabo razčlenjena celina, ki je ostanek Pangee. Njena površina je 30.368.609 km², kar jo uvršča na 2. mesto, takoj za Azijo.
Leži na severni, južni, zahodni in vzhodni polobli. Na severu meji na Sredozemsko morje, na zahodu na Atlantik, na jugovzhodu na Indijski ocean ter na severovzhodu na Rdeče morje.

#### Površje
Večji del celine sestavljajo kamnine iz najstarejšega obdobja zemljine zgodovine, ki so ostanek nekdanje velike južne celine Gondvane. Afrika je nerazčlenjena, edini večji otok je Madagaskar, vsi ostali otoki in otočja so precej manjši. Med polotoki je največji Somalski polotok, med zalivi pa Gvinejski zaliv.

#### Višavja in gorstva
Višavja in gorstva zavzemajo precejšen del površja Afrike. Največja so Atlas, Zmajeve gore, Kapsko gorovje, Etiopsko višavje in Vzhodnoafriško višavje. Najvišji vrh Afrike je Kilimandžaro (5895).

##### Planote
Za površje v Afriki je značilno menjavanje kotlin in višavij. Uravnan je tudi večji del Sahare. V Afriki je več kot tretjina vsega površja puščava. največje so Sahara, Kalahari in Namib.

##### Vode
Najdaljše reke v Afriki so Nil (druga najdaljša na svetu), Kongo, Oranje, Niger in Zambezi.

##### Kotline
Nižin je v Afriki malo, zato je pa tam veliko kotlin. Največje so Čadska kotlina, Kongovska kotlina, Kalaharijska kotlina, ter Nigrska kotlina.

## Države in odvisna ozemlja

### Vzhodna Afrika
- Burundi
- Komori
- Džibuti
- Eritreja
- Etiopija
- Kenija
- Ruanda
- Sejšeli
- Somalija — Somaliland — Puntland — Jugozahodna Somalija
- Tanzanija
- Uganda

### Srednja Afrika
- Kamerun
- Srednjeafriška republika
- Kongo
- Demokratična republika Kongo
- Ekvatorialna Gvineja
- Gabon
- Sveti Tomaž in Princ

### Severna Afrika
(Nekatere države so po drugih virih vključene med Srednji vzhod
- Alžirija
- Ceuta (pod Španijo)
- Egipt
- Libija
- Melilla (pod Španijo)
- Maroko
- Sudan
- Tunizija
- Zahodna Sahara (pod maroško okupacijo)

### Južna Afrika
- Angola
- Bocvana
- Esvatini
- Lesoto
- Malavi
- Madagaskar
- Mavricij
- Mozambik
- Namibija
- Réunion (pod Francijo)
- Republika Južna Afrika
- Zambija
- Zimbabve

### Zahodna Afrika
- Benin
- Burkina Faso
- Zelenortski otoki
- Čad
- Slonokoščena obala
- Gambija
- Gana
- Gvineja
- Gvineja Bissau
- Liberija
- Mali
- Mavretanija
- Niger
- Nigerija
- Sveta Helena (pod Združenim kraljestvom)
- Senegal
- Sierra Leone
- Togo